# QT Большой Медведицы
QT Большой Медведицы (лат. QT Ursae Majoris) — двойная затменная переменная звезда типа W Большой Медведицы (EW) в созвездии Большой Медведицы на расстоянии приблизительно 832 световых лет (около 255 парсеков) от Солнца. Видимая звёздная величина звезды — от +11,8m до +11m. Орбитальный период — около 0,4735 суток (11,365 часов).